# Luitpoldstraße 12 (Prichsenstadt)

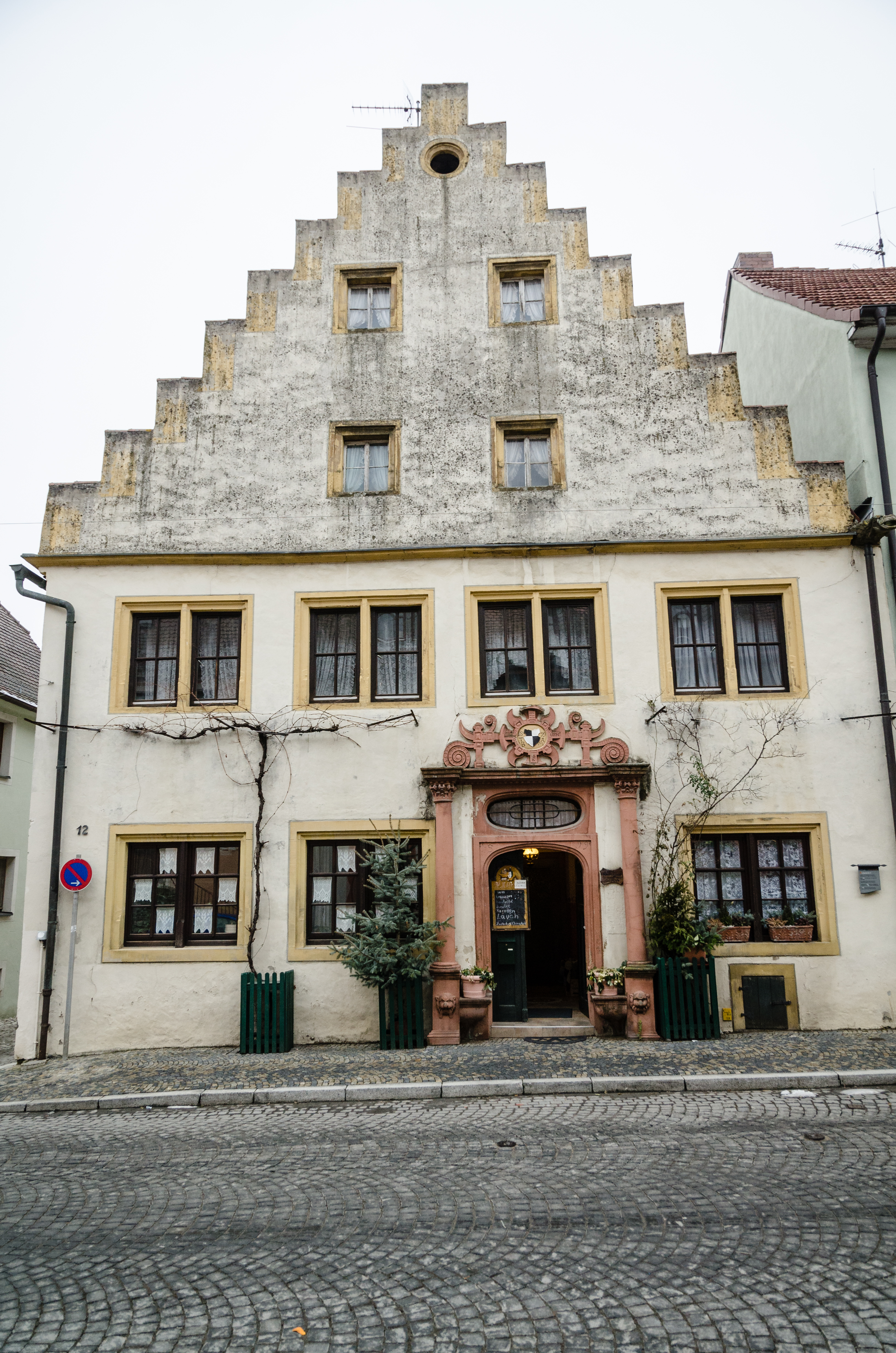
Das Haus Luitpoldstraße 12

Das Haus Luitpoldstraße 12 (früher Hausnummer 150) ist ein denkmalgeschütztes Gebäude in der Kernstadt des unterfränkischen Prichsenstadt. 

## Geschichte
Das Haus Luitpoldstraße 12 weist mit seinem repräsentativen Erscheinungsbild auf seine Besitzer hin, die sich lange Zeit aus der Oberschicht der kleinen Stadt rekrutierten. So ließ im Jahr 1599 wohl Thomas oder Theodor Albert das Anwesen errichten. Albert war seit 1574 Bürger der Stadt Prichsenstadt und stieg bald zum Umgelter und Siebener seiner neuen Heimat auf. Er verewigte sich mit der Inschrift „1599 TABM“ (T Albert, Bürgermeister) oberhalb des Portals seines Hauses. 1603 wurde Albert letztmals genannt.
Eine umfassende Veränderung am Gebäude ließ dann der nachmalige Besitzer Chr. (Christian oder Christoph) Günther vornehmen, der im Jahr 1744 im Haus nachzuweisen ist. Er war Händler und besaß seit 1722 das Prichsenstadter Bürgerrecht. Das Haus wird vom Bayerischen Landesamt für Denkmalpflege als Baudenkmal eingeordnet. Untertägige Reste von Vorgängerbauten sind als Bodendenkmal verzeichnet. Außerdem ist es Teil des Ensembles Altstadt Prichsenstadt.
Seit März 2020 sind vor dem Haus mehrere Stolpersteine zu finden, die an die jüdischen Bewohner des Hauses in der Zeit des Nationalsozialismus erinnern.

## Beschreibung

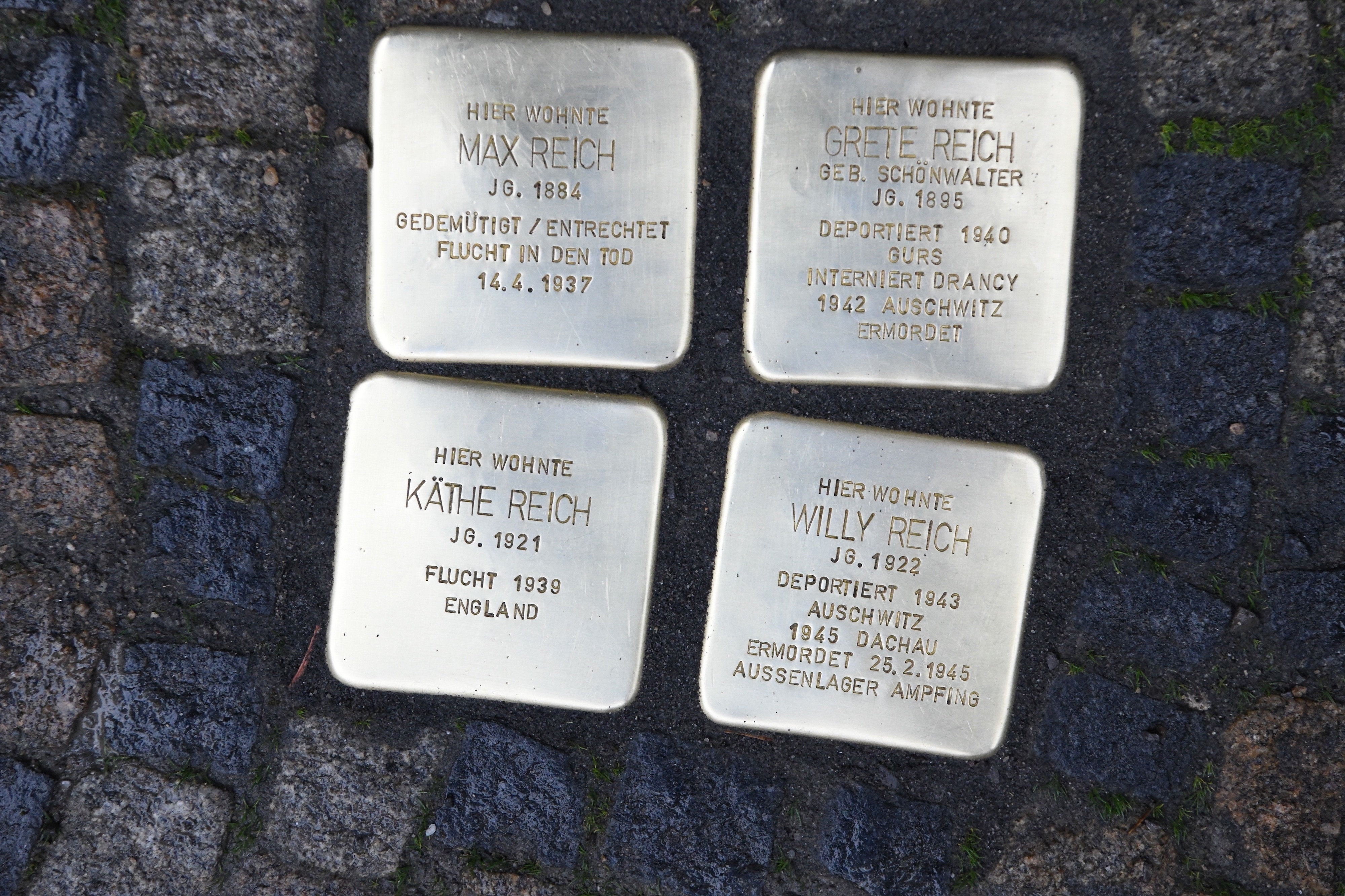
Die Stolpersteine vor dem Haus Luitpoldstraße 12

Das Haus präsentiert sich als zweigeschossiges, giebelständiges Anwesen mit Staffelgiebeln. Neben dem Wohnhaus ist das Grundstück auch mit einem östlich angebrachten Seitengebäude und einer Scheune im Norden bebaut. Besonders bemerkenswert ist das Ädikulaportal des Hauptgebäudes. Es wird von Sitzkonsolen eingerahmt. Der Giebel wurde mit Beschlagwerk gearbeitet und besitzt zentral eine Wappenkartusche mit dem Zeichen der Markgrafen von Ansbach und eine Inschrift, die allerdings weitgehend zerstört ist. Zweimal wurde hier außerdem die Jahreszahl 1599 angebracht.
Die Fensteraufteilung verweist auf Veränderungen in der Substanz, die in späteren Jahrhunderten vorgenommen wurden. Die Fenster besaßen ursprünglich eine Verkupplung, sodass jeweils Fensterpaare entstanden. Im Erdgeschoss wurden die Mittelpfosten entfernt. Auf der Hofseite kragt im Obergeschoss ein langgestreckter Laubengang nach vorne, der das Haupthaus mit dem Seitenbau verbindet. Der Gang wurde mit Pultdach und schlichten Hölzern mit Kopfband und Feuerböcken gearbeitet.
Im Inneren weist das Haus die typische Einteilung eines frühneuzeitlichen Wohnhauses in Franken auf. In Richtung Straße ist eine breite Vorderstube zu finden, deren Decke mit einem Längsunterzug geteilt wird. Im 18. Jahrhundert wurde die Decke nachträglich stuckiert. Das Obergeschoss besitzt eine ähnliche Aufteilung. Allerdings zog man hier Querwände ein, durch die einfensterige Räume entstanden. Das Dach ist dreigeschossig. Zwei Keller sind unterhalb der Baulichkeiten zu finden.